# Réaction de Bray-Liebhafsky
 (octobre 2013).
La réaction de Bray-Liebhafsky est une réaction oscillante décrite par WC Bray en 1921. Il s'agit de la première réaction oscillante dans une solution homogène remuée. Il a étudié le rôle de l'Iodate (IO3−), anion de l'acide iodique, dans la conversion catalytique du peroxyde d'hydrogène en oxygène et eau. Il a remarqué que la concentration des molécules d'iode oscille et que l'oxygène se forme de façon pulsatile. 
Une augmentation de la température réduit la durée du cycle, de l'ordre des heures. Cette réaction de radicaux libres a été étudiée plus avant par son élève H. Liebhafsky d'où le nom de Bray-Liebhafsky-Reaction. Durant cette période, la plupart des chimistes ont rejeté cette présentation du phénomène et ont essayé d'expliquer l'oscillation hétérogène en invoquant la présence d'impuretés.
Une propriété fondamentale de ce système est que le peroxyde d'hydrogène a un potentiel d'oxydoréduction, qui permet l'oxydation de l'iode en iodate :
5 H2O2 + I2 → 2 IO3− + 2 H+ + 4 H2O
et la réduction de l'iodate pour revenir à l'iode
5 H2O2 + 2 IO3− + 2 H+ → I2 + 5 O2 + 6 H2O
Entre ces deux réactions, le système oscille provoquant une augmentation de la concentration en iodure et la production d'oxygène. La réaction est :
2 H2O2 → 2 H2O + O2
Nécessite un catalyseur et IO3−.